# Флаг на бисексуалната общност
Флагът на бисексуалната общност или прайд флагът на бисексуалните е създаден през 1998 г. по дизайн на Майкъл Пейдж. Самият Пейдж твърди, че целта за създаването на флага е да даде на бисексуалните хора по целия свят символ, който да ги представлява, както ЛГБТ флагът представлява всички от ЛГБТ общността. Днес флагът е малко популярен за разлика от ЛГБТ флага.

## Цветове и оформление
Флагът е съставен от три ленти, разположени хоризонтално. Най-горният цвят е маджента. Той показва привличането към същия пол. Следващият цвят, лилавото (понякога наричан цвят лавандула), показва привличането и към двата пола, а най-долният цвят, тъмно или кралско синьо, показва привличането към противоположния пол. Най-горната и най-долната лента са с еднакви размери, докато средната е по-малка. Създаването на този флаг създава шум сред бифобистите (хората, които не зачитат бисексуалността като сексуална ориентация, а смятат, че бисексуалните хора просто преминават през фаза и не искат да признаят, че са гейове/лесбийки).